# 山鹿市立山鹿中学校
山鹿市立山鹿中学校（やまがしりつ やまがちゅうがっこう）は、熊本県山鹿市山鹿にある中学校。
通称「ヤマチュウ」。生徒、教師が多く、部活動が盛んである。避難訓練の一環として定期的に4時間目の終わりから給食の始まりにかけて集団行動が行われている。

## 沿革
大道中学校
- 1947年(昭和 22年) - 大道村外二ヶ村組合立大道中学校、来民町立来民中学校創立。
- 1948年(昭和 23年) - 中富村・大道村組合立大道中学校と改称。
- 1951年(昭和 26年) - 来民中学校を統合。
- 1954年(昭和 29年) - 山鹿市鹿本町中学校組合立大道中学校と改称。
- 1971年(昭和 46年) - 山鹿中学校と鹿本町立鹿本中学校に分割統合。

山鹿中学校
- 1947年(昭和 22年) - 山鹿町外三ヶ村組合立山鹿中学校創立。
- 1954年(昭和 29年) - 山鹿町外七ヶ村合併、市制実施に伴い山鹿市立山鹿中学校と改称
- 1964年(昭和 39年) - 県教育庁から保健体育の研究指定
- 1965年(昭和 40年) - 文部省から昭和40年度中学校教育課程研究指定校の指定
- 1971年(昭和 46年) - 大道中学校の一部を統合。
- 1976年(昭和 51年) - 新館第3棟落成
- 1984年(昭和 59年) - 県教育委員会より「美しい学園づくり」の指定を受ける。
- 1985年(昭和 60年) - 熊本県立教育センター研究協力校（英語）の委嘱
- 1986年(昭和 61年) - 文部省から昭和60年度　昭和61年度教育課程一般の研究指定
- 1987年(昭和 62年) - 文部省指定　教育課程一般（国語・保体）研究発表
- 1993年(平成 5年) - 文部省指定　ティームティーチング研究発車
- 1995年(平成 7年) - 山鹿市エイズ教育（性教育）推進地域事業実践発表会
- 1996年(平成 8年) - エレベーター竣工（5，000万円）
- 1997年(平成 9年) - 県教育委員会指定　学力充実推進校研究発表
- 1998年(平成 10年) - 県教育委員会善行表彰（部活動）
- 2001年(平成 13年) - 県教育委員会平成13・14年度学校体育研究推進校指定
- 2002年(平成 14年) - 県教育委員会指定学校体育推進校研究発表会
- 2003年(平成 15年) - 文科省指定「学校の評価システムの確立に関する調査研究」委嘱校
- 2004年(平成 16年) - 文部科学省地域指定「生徒指導地域総合連携推進事業」

## 歴代校長
- 1954年 　一代校長 松村宗男
- 1957年 　 二代校長 塩山正二
- 1960年 　 三代校長 松本矩郎
- 1962年 　四代校長 小栗常寿
- 1972年 　五代校長 松永末次
- 1973年 　六代校長 吉良清儀
- 1974年 　七代校長 永田富記
- 1978年 　八代校長 巣山秀明
- 1981年 　九代校長 友枝　清
- 1981年  十代校長 吉里哲也
- 1985年  十一代校長 芹川正憲
- 1988年 　十二代校長 池上和男
- 1991年  十三代校長 中原哲哉
- 1992年  十四代校長 中川徳男
- 1993年 　十五代校長 田口瑞穂
- 1997年　 十六代校長 田中　宏
- 2000年 　十七代校長 高木恭介
- 2002年 　十八代校長 星子昭博
- 2005年 　十九代校長 原田憲一
- 2008年 　二十代校長 堀田浩一郎
- 2013年　二十一代校長　大野朝久
- 2016年　二十二代校長　池田幸春
- 2019年　二十三代校長　田上明利
- 2020年　二十四代校長　藤島浩一
- 2023年　二十五代校長　工 孝幸

### 特別委員会
- 執行部
- 議会部

### 専門委員会
- 生活安全委員会
- 学習委員会
- 環境委員会
- 図書委員会
- 給食委員会
- 保健委員会
- 体育委員会
- 放送委員会
- 人権ボランティア委員会
- 代議委員会

### 臨時委員会
- 選挙管理委員会
- 実行委員会

## 部活動
(全員部活動推進)

### 体育系
- 野球部
- 柔道部  (2003年全国中学校柔道大会女子団体戦優勝)
- 男子ハンドボール部
- 女子ハンドボール部
- 弓道部（全国レベル）
- 水泳部
- 陸上部(2024年度に駅伝部と統合)
- 剣道部
- 男子卓球部
- 女子卓球部
- 男子バスケ部
- 女子バスケ部
- サッカー部
- 男子ソフトテニス部
- 女子ソフトテニス部
- 男子バレー部
- 女子バレー部
- ラグビー部

### 文化系
- 合唱部(全国レベル)
- 吹奏楽部
- 美術部
- 太鼓部
- ふるさと伝承部
- 総合学習部(2024年度に英語部、パソコン部、放課後学習部と統合)

## 部活動の功績
- 1993年（平成5年）-日本武道館錬成全国中学校弓道大会（男子優勝)
- 1996年（平成8年）-全国弓道錬成大会（男子優勝）
  - 全国中学校バレーボール大会（男子出場ベスト16）
- 1997年（平成9年）-全日本合唱コンクール全国大会（金賞）
- 1998年（平成10年）-全国中学校バスケットボール大会（女子）ベスト8
  - 熊本県民文化賞（年間文化活動部門）合唱部受賞
- 1999年（平成11年）-全日本合唱コンクール全国大会金賞文部大臣賞・カワイ奨励賞
- 2003年（平成15年）-全国中学校柔道大会女子団体優勝
  - 全日本合唱コンクール全国大会金賞・九州大会朝日大賞
- 2004年（平成16年）-全国中学校柔道大会女子団体3位
  - 第71回NHK全国学校音楽コンクール・全国コンクール優良賞
  - 全日本合唱コンクール全国大会金賞
- 2005年（平成17年）- 全日本合唱コンクール全国大会銀賞
- 2006年（平成18年）- 第73回NHK全国学校音楽コンクール・全国コンクール優良賞
- 2007年（平成19年）- 第74回NHK全国学校音楽コンクール・全国コンクール銅賞
  - 全日本合唱コンクール全国大会銀賞
- 2008年（平成20年）-第75回NHK全国学校音楽コンクール・九州コンクール銀賞
  - 全日本合唱コンクール全国大会銀賞
- 2009年（平成21年）-第76回NHK全国学校音楽コンクール・九州コンクール銅賞

## 出身人物
- 池上洋二郎 - 元競輪選手

## 学校周辺
- 山鹿市役所
- 菊池川
- 国道325号
- 山鹿市立山鹿小学校